# Keresztény Női Tábor
A Keresztény Női Tábor (KNT) egy magyarországi feminista politikai tagozat, majd rövid ideig - eltérő néven - kétszer is önálló párt volt az első világháború vége és a kommunista hatalomátvétel között.

## Története

### Országos Keresztényszociális Női Párt
Országos Keresztényszociális Női Párt néven működött budapesti központtal 1918 és 1922 között. A pártot Slachta Margit alapította azzal a szándékkal, hogy a katolikus nők politikai összefogása megvalósuljon. Ő az alapítást követően nagyjából két évvel, 1920-ban vált ki a Szociális Missziótársulatból. Nagy eredménye volt munkájának a női választójog megszerzése.
Slachta - a KNEP-pel kötött választási szövetség révén, a magyar országgyűlés első női képviselőjeként - a KNEP és ezen párt színeiben 1920-1922 között tagja volt az országgyűlésnek.

### Keresztény Női Tábor
Második korszakában már Keresztény Női Tábor néven indult újra a keresztény szociális mozgalom, melynek időszaka 1922-től 1944-ig tartott. A német megszállás, 1944. március 19. után a párt munkáját ismét ellehetetlenítették, majd a Sztójay-kormány 1944 júliusában betiltotta.
1944 végétől 1945 elejéig a Keresztény Demokrata Néppárton belül tevékenykedett a szervezet Keresztény Női Tábor néven, a velük és a Polgári Demokrata Párttal kötött választási megállapodás révén pedig névleg bejutott a parlamentbe, noha a DNP az FKGP-vel lépett szövetségre. 1947 júliusában önálló párttá szerveződött, az 1947-es választáson polgári pártként indult és négy mandátumot szerzett. Egészen betiltásáig, 1949 februárjáig önálló pártként a magyar országgyűlés tagja volt. Vezetői ekkoriban Slachta Margit, Grüner Tivadarné, Palágyi Natália, Hudomél Hilda, Veress Anna, Bozsik Pál, Balázs Benedicta voltak.
1947. október 30-án Slachta Margitot ideiglenesen kizárták a nemzetgyűlésből, majd ezt a határozatot 1948. június 16-án újabb egy évvel megtoldották. Ezt követően, 1949 februárjában az erősödő politikai nyomás miatt a párt megszűnt.

## Választási eredmények
A párt - női tagozat formájában - a  Keresztény Nemzeti Egyesülés Pártja (KNEP), majd annak belépésével az Egységes Pártba (EP) az EP, illetve annak jogutódjai (Nemzeti Egység Pártja majd Magyar Élet Pártja) részeként 1922 és 1944 között a kormánypárt részét képezte, annak teljes széteséséig.
A második világháború után, 1945-ben Demokrata Néppártton belül szerveződött újjá és velük, valamint a Polgári Demokrata Párttal (PDP) kötött szövetség részeként az 1945-ös választásokon bejutott a parlamentbe. 1947-ben önállósult, a választásokon a nagyarányú csalások ellenére négy mandátumhoz jutott. 1949-ben betiltották, sohasem szerveződött újjá.
| Választások | Szavazatok száma | Szavazatok aránya | Mandátumok száma | Mandátumok aránya | Parlamenti szerepe |
| ----------- | ---------------- | ----------------- | ---------------- | ----------------- | ------------------ |
| 1945-ös     | 76 393*          | 1,62%*            | 2*               | 0,49%*            | ellenzék           |
| 1947-es**   | 69 363           | 1,39%             | 4                | 0,97%             | ellenzék           |

*A Polgári Demokrata Párt eredményei

** Önálló pártként, Keresztény Női Tábor néven